# Remigia ramifera
Remigia ramifera är en fjärilsart som beskrevs av George Francis Hampson 1913. Remigia ramifera ingår i släktet Remigia och familjen nattflyn. Inga underarter finns listade.